# Вечер на улице Карла Юхана
«Ве́чер на у́лице Ка́рла Ю́хана» (норв. Aften på Karl Johan) — картина норвежского художника Эдварда Мунка, написанная им в 1892 году. Выставлялась как часть цикла «Фриз жизни» (выставка 1903 года в Лейпциге).
На картине изображена центральная магистраль Осло — Карл-юханс-гате, освещённая вечерними огнями. По тротуару движется буржуазная публика — господа в цилиндрах и пиджаках, дамы в модных шляпках. Их бледные, лишённые каких-либо эмоций и отличительных черт лица напоминают безликие маски (искусствовед Арне Эггум сопоставляет их с лицами-масками на картинах Джеймса Энсора). Поодаль от этого человеческого потока виднеется одинокая тёмная фигура, идущая в противоположном направлении — c нею художник, вероятно, идентифицировал самого себя. В его дневнике имеется запись, близкая по своему содержанию к тематике картины: «Прохожие кидают на него странные, многозначительные взгляды, он чувствует эти взгляды — они уставились прямо на него — эти лица — мертвенно-бледные в вечернем свете — он пытается уйти в свои мысли, но не может — ощущение пустоты в голове — он пытается смотреть куда-то вверх, на окно вдалеке — и снова прохожие заступают ему путь — он дрожит с головы до ног, весь в поту». В отличие от выполненной в импрессионистской манере «Весны на улице Карла Юхана» (1890), «Вечер на улице Карла Юхана» отличается мрачным, тревожным настроением. Композиционно картина близка к таким работам Мунка, как «Крик» и «Девушки на мосту», в которых также наблюдается любимый художником мотив исчезающей в перспективе дороги и некоторое смещение фокуса к краю полотна.
Мунк также создал литографию по мотивам этого произведения. Оригинал картины представлен в постоянной экспозиции в Художественном музее Бергена в коллекции Расмуса Мейера.